# UFC 67
UFC 67: All or Nothing fue un evento de artes marciales mixtas celebrado por Ultimate Fighting Championship el 3 de febrero de 2007 en el Mandalay Bay Events Center, en Las Vegas, Nevada, Estados Unidos.

## Historia
Este evento fue el primer evento de pago por visión de UFC desde UFC 60 en no tener peleas de campeonato en la tarjeta. En el evento principal, el ganador de peso medio de The Ultimate Fighter 4, Travis Lutter, fue programado para desafiar al campeón de peso medio Anderson Silva por el título de peso medio, sin embargo él no pudo hacer el peso y la pelea fue cambiada a un combate sin título en juego.

## Resultados

### Tarjeta preliminar
- Peso ligero: Dustin Hazelett vs. Diego Saraiva

Hazelett derrotó a Saraiva vía decisión unánime (30-27, 30-27, 30-27).
- Peso semipesado: Lyoto Machida vs. Sam Hoger

Machida defeated a Hoger vía decisión unánime (30-27, 30-27, 30-27).
- Peso ligero: Tyson Griffin vs. Frankie Edgar

Edgar derrotó a Griffin vía decisión unánime (29-28, 29-28, 30-27).
- Peso medio: Terry Martin vs. Jorge Rivera

Martin derrotó a Rivera vía KO (golpes) en el 0:14 de la 1ª ronda.

### Tarjeta principal
- Peso medio: Scott Smith vs. Patrick Côté

Côté derrotó a Smith vía decisión unánime (30-27, 30-27, 30-27).
- Peso ligero: Roger Huerta vs. John Halverson

Huerta derrotó a Halverson vía TKO (golpes) en el 0:18 de la 1ª ronda.
- Peso semipesado: Quinton Jackson vs. Marvin Eastman

Jackson derrotó a Eastman vía KO (golpes) en el 3:49 de la 2ª ronda.
- Peso pesado: Mirko Filipović vs. Eddie Sánchez

Filipović derrotó a Sánchez vía TKO (golpes) en el 4:33 de la 1ª ronda.
- Peso medio: Anderson Silva vs. Travis Lutter

Silva derrotó a Lutter vía sumisión (triangle choke con codazos) en el 2:11 de la 2ª ronda. La pelea, programada originalmente para ser una defensa del título de Silva, fue cambiada a un combate sin título en juego cuando Travis Lutter no pudo pesar el peso contratado para la pelea por el título.

## Premios extra
- Pelea de la Noche: Frankie Edgar vs. Tyson Griffin
- KO de la Noche: Terry Martin